# Liste der Monuments historiques in Clérey-la-Côte
Die Liste der Monuments historiques in Clérey-la-Côte führt die Monuments historiques in der französischen Gemeinde Clérey-la-Côte auf.

## Liste der Objekte
| Bezeichnung                               | Beschreibung                           | Standort                        | Kennzeichnung | Schutzstatus | Datum | Bild |
| ----------------------------------------- | -------------------------------------- | ------------------------------- | ------------- | ------------ | ----- | ---- |
| Skulptur Madonna mit Kind                 | Stein, farbig gefasst, 14. Jahrhundert | in der Kirche St-Mathieu (Lage) | PM88000149    | Classé       | 1908  |      |
| Skulptur Heiliger Sebastian               | Stein, farbig gefasst, 18. Jahrhundert | in der Kirche St-Mathieu (Lage) | PM88000151    | Classé       | 1980  |      |
| Kruzifix                                  | Holz, 18. Jahrhundert                  | in der Kirche St-Mathieu (Lage) | PM88001297    | Inscrit      | 2006  |      |
| Skulptur Heiliger Matthias                | Stein, farbig gefasst, 18. Jahrhundert | in der Kirche St-Mathieu (Lage) | PM88000150    | Classé       | 1980  |      |
| Kirchenbänke                              | Eichenholz, 18. Jahrhundert            | in der Kirche St-Mathieu (Lage) | PM88001299    | Inscrit      | 2006  |      |
| Sakristeischrank                          | Holz, 18. Jahrhundert                  | in der Kirche St-Mathieu (Lage) | PM88001298    | Inscrit      | 2006  |      |
| Grabstein für Didier Vollan               | Stein, 1545                            | in der Kirche St-Mathieu (Lage) | PM88001300    | Inscrit      | 2006  |      |
| Epitaph für Catherine de Monteval         | Kalkstein, 1702                        | in der Kirche St-Mathieu (Lage) | PM88001301    | Inscrit      | 2006  |      |
| Epitaph für Jeanne Le Camus de Courcelles | Kalkstein, 1709                        | in der Kirche St-Mathieu (Lage) | PM88001302    | Inscrit      | 2006  |      |